# Legenden om den osynliga staden Kitezj och jungfrun Fevronija

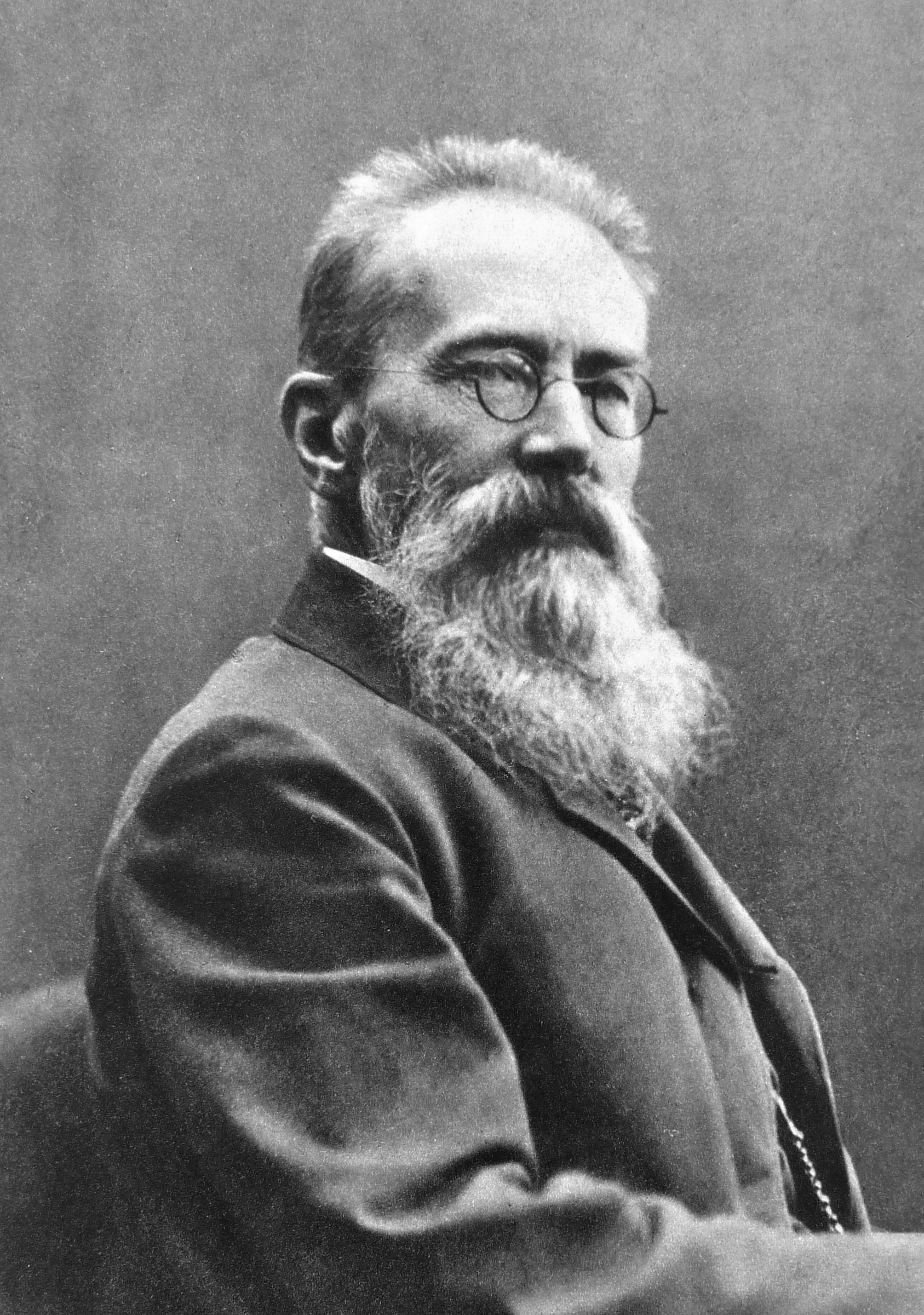
Nikolaj Rimskij-Korsakov

Legenden om den osynliga staden Kitezj och jungfrun Fevronija är en opera i fyra akter med musik av Nikolaj Rimskij-Korsakov och libretto av Vladimir Belskij efter ryska legender och krönikor.

## Historia
Rimskij-Korsakov och Belskij började intressera sig för legenden om staden Kitezj under arbetet med operan Tsar Saltan 1898. Men Rimskij-Korsakov lät idén till den religiöst slaviska operan mogna i fem år. Hans ursprungliga tanke var att avsluta sitt dramatiska skapande med det här verket. Operan uruppfördes på Mariinskijteatern i Sankt Petersburg 20 februari 1907. Vid premiären av operan ställde tonsättaren nästan lika stränga krav som Wagner hade gjort på Parsifal. De speciella Kitezjklockorna skulle ovillkorligen ringa bakom scenen i andra akten. Efter oktoberrevolutionen 1917 försvann operan från repertoaren, eftersom den officiella ideologin i Sovjetunionen inte visste vad den skulle göra med den "slaviska Parsifal". Operan var ändå tillåten och under 1950-talet gjordes till och med en skivinspelning (med omarbetad text). Sedan uppsättningen på Bolsjojteatern i Moskva 1983 och på Mariinskijteatern på 1990-talet kan man tala om en verklig återupptäckt av operan.

## Den "ryske Parsifal"
I librettot förenas två folksägner: den underbara räddningen av den heliga staden och historien om jungfrun Fevronija. Den "oskuldsfulla dåren" i operan, som i sig bär gudagåvorna tro, kärlek, ödmjukhet och naturlig visdom och därigenom frälser staden, är här inte en man, utan en kvinna. Den nedstigande, nobla melodi som ackompanjerar Fevronijas bön om stadens räddning (slutet av akt II) är frälsningens musik. Böneceremonin i Stora Kitezj är uppbyggd på den här melodin och ut frälsningstemat springer Kitezjs underbara klockringing. Den ryska mysterieoperan kännetecknas av barnslig naivitet och religiös hängivenhet. Fevronija är mild och oskuldsfull medan Grisjka är djävulskt ursinnig. Operan kan, som i fallet med Wagners opera Parsifal tolkas som en högtidlig scenritual.

### Naturbarnet Fevronija

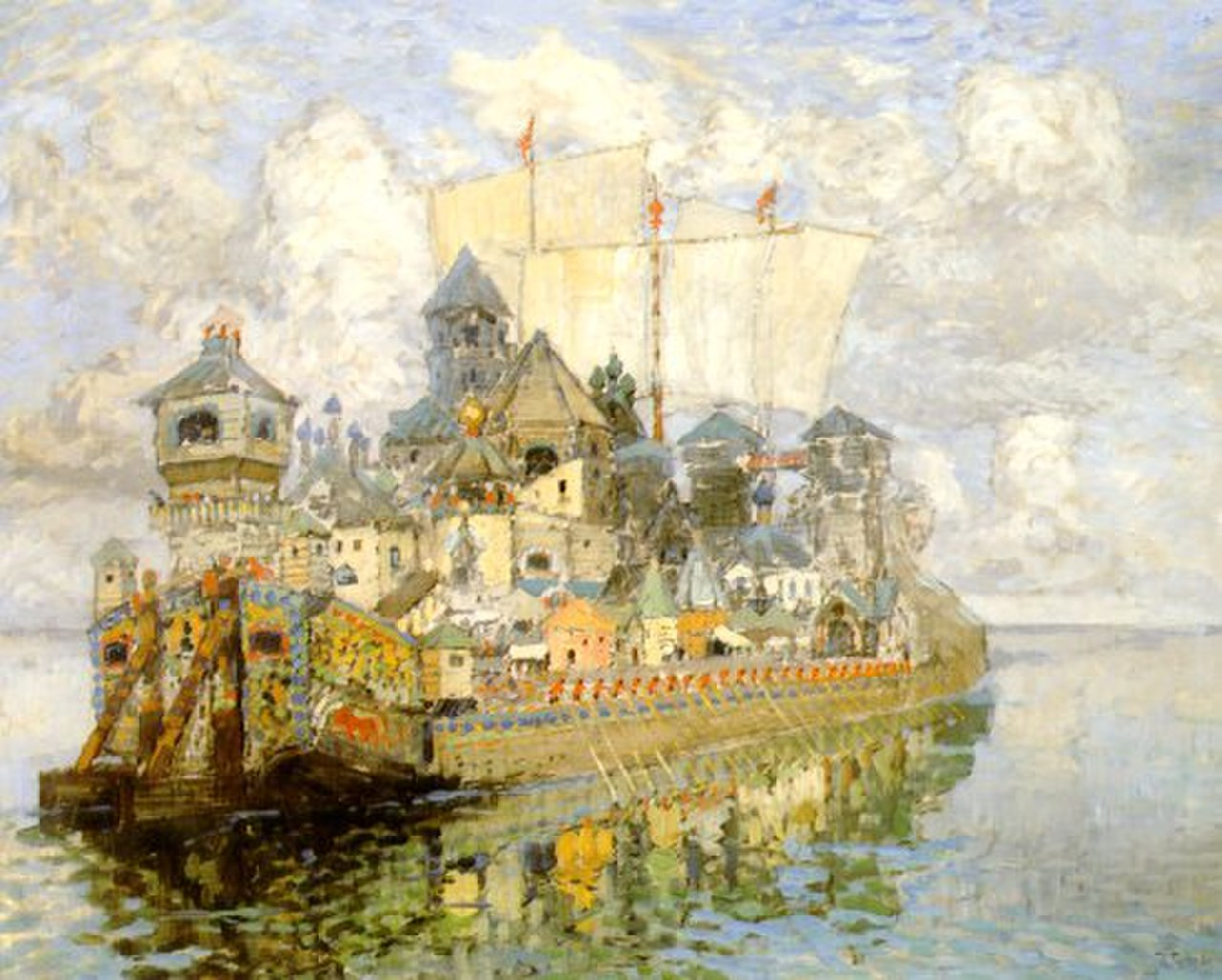
Målningen "Den osynliga staden Kitezj" (1913) av Konstantin Gorbatov (1876-1945).

Fevronija är ett naturbarn, närapå en del av naturen: hon har växt upp i skogens avskildhet och förstår trädens, blommornas, fåglarnas och djurens språk. Hennes melodier växer fram ut förspelets skogssus, där naturens musik gradvis övergår i sång. Fevronij bevarar inre harmoni även under de mest ohyggliga prövningar, en harmoni som hon också utstrålar. Under fångenskapen hos tatarerna, efter brudgummen Vsevolds  död, tröstar flickan sin medfånge Grisjka Kutjerma, som senare lömskt förtalar henne och kastar misstankarna om landsförräderi på henne. Till skillnad från honom talar hon om den inre lyckan, som man uppnår genom försakelse och ödmjukhet - och det med en variant på den melodi med vilken hon en gång hyllade sin hemtrakt i skogen. Musiken skapar en underbar enhet i Fevronijas karaktär. När Rimskij-Korsakov skapade hennes melodier lät han sig inspireras av ryska folkvisor. Ett undantag utgör det tema med vilket hon tillkännager sin gudstro, ett ständigt uppåtsträvande tema med nästan Wagnersk uttrycksfullhet. Fevronija är operans absoluta huvudperson. Hennes älskade, furst Vsevold (en hjältetenor) är en episodroll.

### Förrädaren Grisjka Kutjerma
Flickans verkliga motspelare och samtidigt också motpol är Grisjka Kutjerma (även han tenor, enligt rollen en rysk karaktärtenor). Grisjka är på ett egenartat sätt en filosof: Hans eländiga liv har lärt honom att vara egoistisk, oåterhållsamt inställsam och att håna alla som är fattigare än han själv. Denna ondskefulle, men ändå beklagansvärde usling blir i en svår historisk stund till landsförrädare, som förtalar den renaste av människor. Hans förtal berör Fevronija lika lite som klander och hån; det skadar henne inte, utan leder till Kutjermas egen undergång. Fevronijas milda ödmjukhet och kärlek ger honom så stora samvetskval att han förlorar förståndet. Rimskij-Korsakov återger Grisjkas hallucinationer på ett musikaliskt inträngande sätt: Han hör Kitezjs klockor, men i en kraftigt dissonant variant.

## Personer
- Fevronija (sopran)
- Grisjka Kutjerma (tenor)
- Jurij, storfursten av Kitezj (bas)
- Vsevolod, hans son (tenor)
- Fjodor Pojarok (baryton)
- En gosse (mezzosopran)
- Två rika borgare (tenor, bas)
- Guslispelaren (bas)
- En björntämjare (tenor)
- Tiggarnas försångare (baryton)
- Bedjaj och Burundaj, tatarernas anförare (basar)
- Sirin och Alkonost, paradisfåglar (sopran, alt)
- Furstliga skyttar, följeslagare, domraspelare, tiggare, tatarer (kör)

## Handling
Akt I
Fevronija lever ensam i skogen och umgås endast med djuren. Under jakten går furst Vsevold vilse och träffar därigenom på flickan. Han blir förtrollad av Fevronijas oskuldsfullhet, munterhet och klokhet, och förlovar sig med henne.
Akt II

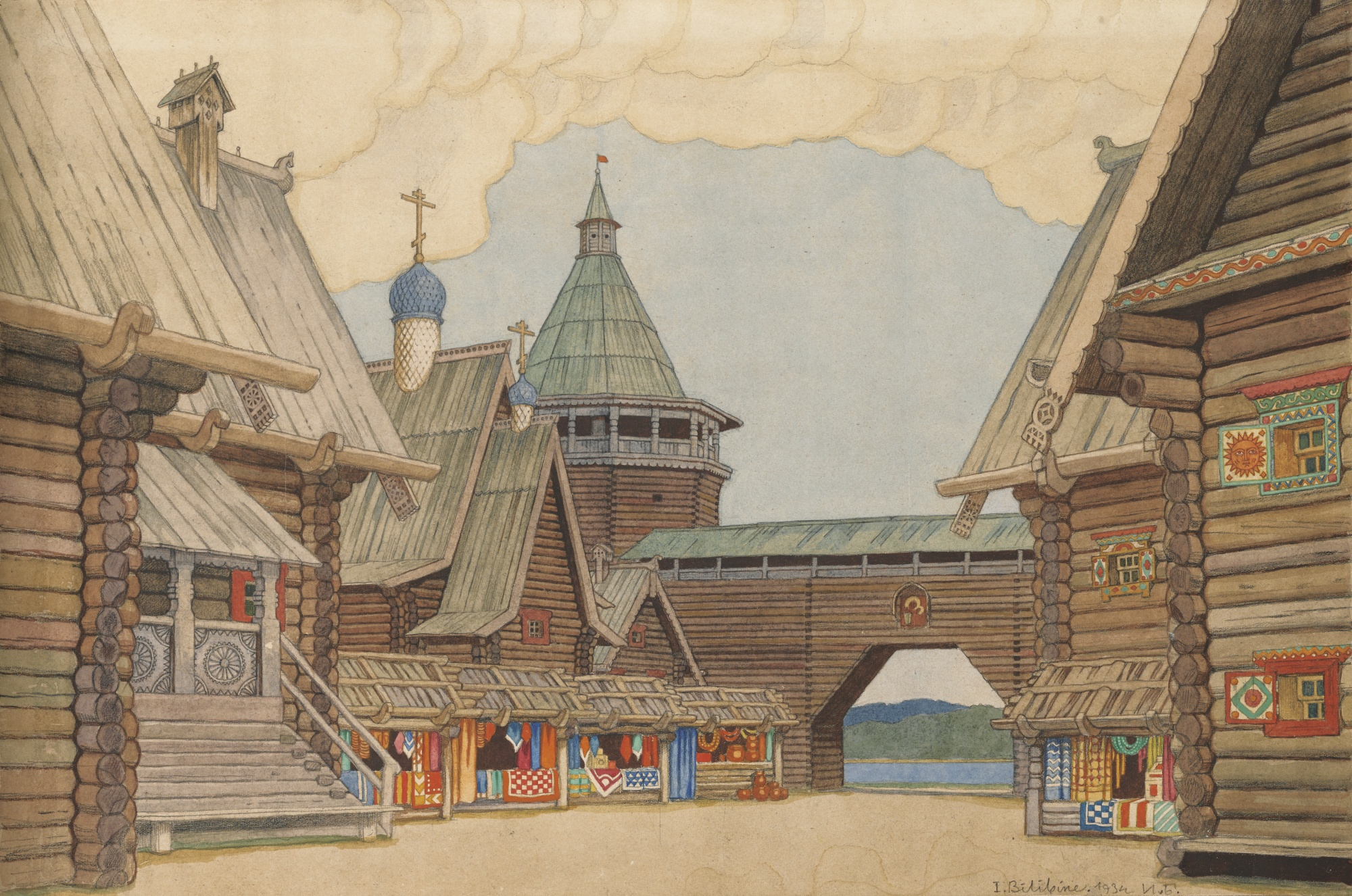
Lilla Kitezj

I Lilla Kitezj samlas folket, däribland guslispelare, gycklare, tiggare och en björntämjare. Man väntar på bröllopssällskapet som skall föra Fevronija från hennes hemtrakt i skogen till furstens residens i Stora Kitezj. De rika borgarna skänker drinkaren Grisjka Kutjerma pengar, som han använder för att dricka sig berusad. Han hånar bruden för hennes låga härkomst. Tartarhorderna anfaller, plundrar och mördar. Fevronija och Kutjerma blir tillfångatagna. Inför hotet om tortyr visar Kutjerma vägen till Stora Kitezj. Fevronija ber till Gud om att Stora Kitezj skall räddas.
Akt III
Scen 1.
Invånarna i Stora Kitezj får vetskap om tatarangreppet av härföraren Fjodor Pojarok, som bländats av tatarerna. Furst Vsevold drar ut i strid med sina män. Endast hans far Jurij, kvinnorna, barnen och åldringarna blir kvar i staden. De ber till Gud om hjälp. En pojke ser från ett torn hur tatarerna närmar sig. Då sänker sig en tät dimma. Klockorna börjar ringa av sig själva. Ett under sker: Stora Kitezj blir osynligt.
Scen 2.
Tatarerna slår läger på stranden till Svetly Jar, mittemot Stora Kitezj. Kutjerma fängslas vid ett träd. Tatarerna delar krigsbytet. En blodig strid om Fevronija bryter ut mellan de båda tatarhövdingarna. Burundaj dödar Bedjaj. Medan tatarerna sover, lossar Fevronija av medlidande förrädaren Kutjermas bojor. Båda flyr ut i skogen. I gryningen börjar klockorna ringa och Stora Kitezjs kupoler återspeglas i vattnet, men själva stranden är tom. Tatarerna flyr i panik.
Akt IV
Scen 1.

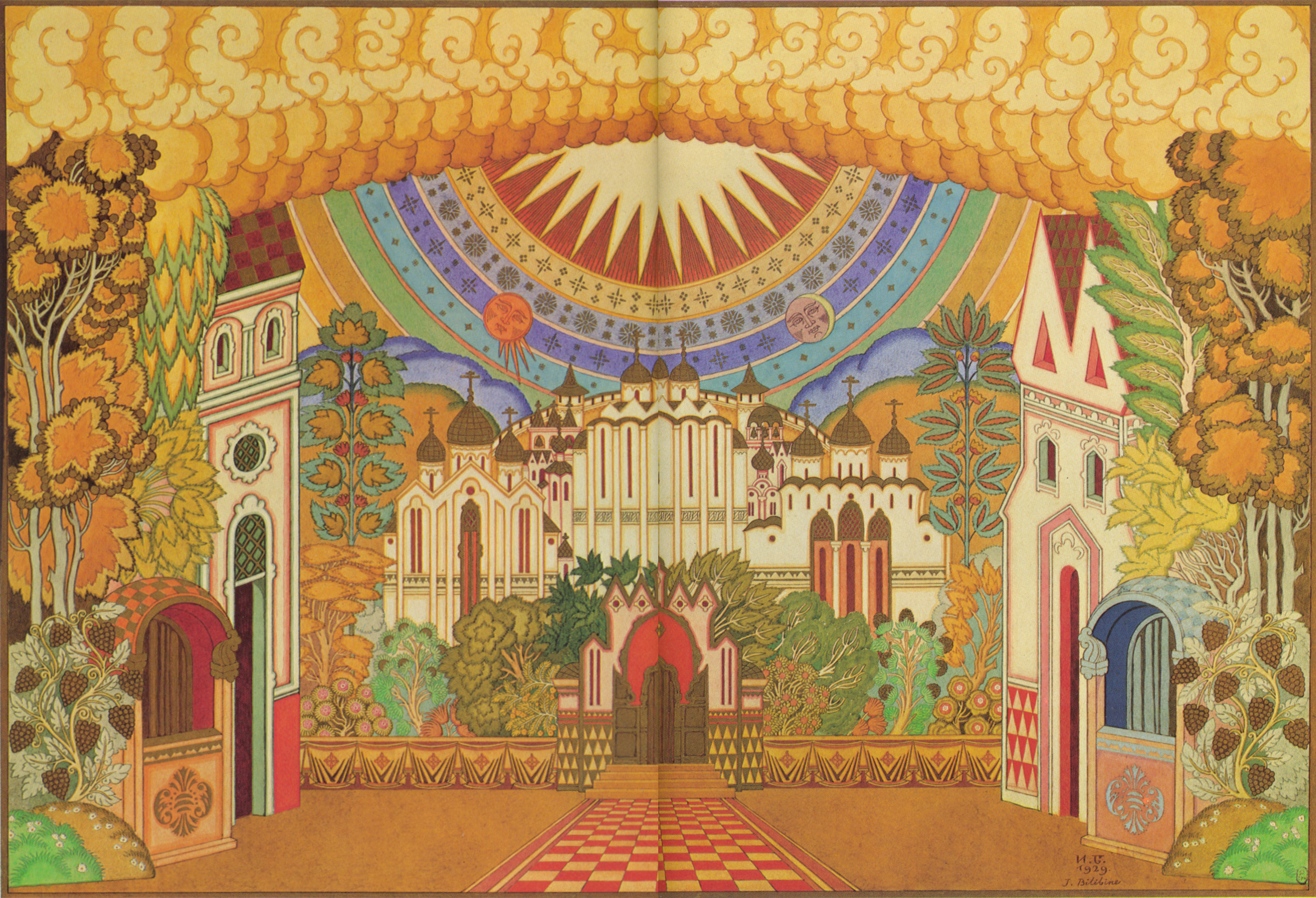
Den osynliga staden.

Fevronija och Kutjerma irrar omkring i ödemarken. Kutjerma, som plågas av samvetskval, har förlorat förståndet och går vilse i skogen. Den dödströtta Fevronija somnar in. I en dröm växer blommor upp ur marken runt henne, underbara paradisfåglar tillkännager att hon skall dö och få evigt liv. Hennes döde brudgum uppenbarar sig för att följa henne till Kitezj.
Symfonisk övergång: Fevronija och Vsevold drar under klockringning in i den osynliga staden.
Scen 2.
I Stora Kitezjs vackra, glänsande katedral väntar storfursten Jurij på det unga paret. Fevronija skänker i sin lycka även en tanke åt den eländige stackaren Kutjerma. Hon vill visa honom vägen till Kitezj och sänder honom ett uppmuntrande budskap. Kitezjs befolkning hyllar Fevronija och Vsevold.